# Frontera entre Moldavia y Ucrania
La frontera entre Ucrania y Moldavia es un límite internacional de 939 kilómetros de longitud que delimita los territorios de Ucrania y de la República de Moldavia. Unos 454 km constituyen la frontera de facto entre Ucrania y la república no reconocida de Transnistria.

## Historia
El trazado actual data de 1946 y es la tercera versión.
La primera versión de la recién creada República Socialista Soviética de Moldavia englobaba en 1940 Besarabia (antes rumana), que la Unión Soviética acababa de ocupar en aplicación del protocolo secreto del pacto Hitler-Stalin, y la República Autónoma Socialista Soviética de Moldavia, que pertenecía anteriormente a la RSS de Ucrania, delimitada así del 28 de junio al 2 de agosto de 1940, abarcando así durante 5 semanas, una superficie de 52 710 km².
Una segunda versión del 2 de agosto de 1940 disminuyó aproximadamente en un 40% la superficie de la noticia RSS de Moldavia, y la privó de los cuatro puertos de Reni, Izmail, Chilia/Kiliya y Cetatea Albă/Bilhorod-Dnistrovskyi anexando a Ucrania de anchas porciones de territorio al norte (judete de Jotín), al este (ambos tercios de la antigua República Autónoma Moldava) y al sur (región del Budzhak), según un trazado bastante cercano del actual, delimitando una superficie de aproximadamente 28 250 km². La operación Barbarroja anuló de facto estas disposiciones y el país fue anexado nuevamente en Rumanía, esta vez aliada del Tercer Reich, de julio de 1941 al 20 de agosto de 1944.
El tercero trazado aumentó ligeramente la superficie de la RSS Moldava al norte y al sur, delimitando desde 1946, una superficie de 33 843 km². Es también mucho más largo que los precedentes porque presenta de numeroso zigzags que repasan repetidamente carreteras y vías férreas.

## Características
La frontera moldavo-ucraniana tiene para extremidad septentrional un trifinio donde convergen las fronteras ucrano-rumana y moldavo-rumana, a 4 km al este del pueblo de Mămăliga en Ucrania, sobre el río Prut. De ahí sigue un trazado primero terrestre luego fluvial en la cuenca del Dniéster/Nistru que atraviesa dos veces hasta por 2 km de los márgenes de su limán. Este trazado que separa los poblados de mayoría rumana de aquellas de mayoría ucraniana, rusa u otra, repartió entre Moldavia y Ucrania en 1940 la antigua Besarabia (un tercio para Ucrania) y la antigua Podolia (un décimo para Moldavia, llamado "Transnistria"), que sigue una dirección primero de oeste-este del Prut al río Dniéster/Nistru, después noroeste sudeste a lo largo de este río, después noreste sur-oeste del limán del Dniéster hasta un trifinio que forma con las fronteras entre Rumanía y Moldavia y entre Rumanía y Ucrania, sobre el Danubio, a 340 m de la confluencia del Prut, donde desde 1992 la frontera de facto se encuentra a 230 m al oeste de la frontera de jure ubicada a 1 577 m de la confluencia del Prut, los 4,72 km² del lugar llamado ”Rîpa de la Mîndrești” que pertenece de facto a la ciudad ucraniana de Reni, pero de jure al municipio moldavo de Giurgiulești.

## Dificultades prácticas
Esta frontera, que no era inicialmente un límite administrativo dentro de la Unión Soviética, no ha sido concebida como frontera internacional según el principio de «viabilidad de las fronteras» definidas por Emmanuel de Martonne, a 7 recuperaciones la vía férrea Tchernivtsi-Mohyliv al norte del país y a 6 recuperaciones la vía Odesa-Reni al sur, así como de numerosas carreteras. No le deja a Moldavia más que 340 m de rivera del Danubio y corta este país de todo acceso al mar Negro (limán del Dniéster) a unos 850 m (mientras que durante su primera independencia en 1917 Moldavia tenía 50 km de rivera danubiana y 135 km de litoral marítimo, con 5 puertos en total), mientras que el territorio ucraniano del Budzhak no está conectado al resto de Ucrania más que por una carretera que atraviesa Moldavia, y un puente ferroviario a la desembocadura del Dniéster. Eso plantea de entidad problemas de circulación y de logística que han hecho emitir varias proposiciones de intercambios territoriales (por ejemplo Transnistria contra una parte del Boudjak, o todavía los rayones moldavos de Tiráspol y Slobozia contra el rayón ucraniano de Reni) cuyo ninguna no ha desembocado. Contra las informaciones que han circulado en varios medio de comunicación, el intercambio más limitado entre una parte del municipio moldavo de Palanca y una parte del municipio ucraniano de Reni, propuesto en 1997, globalmente definido en 1999 y que ha hecho el objeto de un protocolo adicional en 2001, no ha sido nunca puesto en aplicación, y plantea el problema el estatus del lugar llamado ”Rîpa de la Mîndrești”. Este intercambio tenía como objetivo agrandar el acceso de Moldavia al Danubio todo que suprime la travesía de Moldavia por la carretera Odesa-Reni.